# نشطون
نشطون (به عربی: نشطون) یک منطقهٔ مسکونی در یمن است که در استان مهره واقع شده‌است.